# Albert Finney
Albert Finney (Salford, 9 maggio 1936 – Londra, 7 febbraio 2019) è stato un attore inglese.

## Biografia
Era il figlio di Albert, libraio, e Alice Hobson.
Dopo essersi diplomato alla Royal Academy of Dramatic Arts, esordì in teatro dove ottenne molto successo, dimostrandosi degno sostituto di Laurence Olivier nei lavori shakespeariani. Sul grande schermo il primo film che lo portò alla ribalta internazionale fu Tom Jones (1963), che il regista Tony Richardson trasse dal romanzo omonimo di Henry Fielding.
Tra le sue altre interpretazioni cinematografiche, da ricordare quelle in Due per la strada (1967), nel quale recitò a fianco di Audrey Hepburn, Assassinio sull'Orient-Express (1974), dove interpretò Poirot in un cast internazionale di grandi attori, tra i quali Lauren Bacall, Sean Connery e Ingrid Bergman, e ottenne una candidatura al premio Oscar al miglior attore, Il servo di scena (1983), diretto da Peter Yates, Sotto il vulcano (1984), diretto da John Huston, Un ostaggio di riguardo (1987), di Alan J. Pakula e I ricordi di Abbey (1994), di Mike Figgis, entrambi insieme al giovane Matthew Modine.
Tra i suoi lavori successivi sono da ricordare Erin Brockovich - Forte come la verità (2000), Big Fish - Le storie di una vita incredibile (2003), diretto da Tim Burton, Un'ottima annata - A Good Year (2006) di Ridley Scott e Onora il padre e la madre (2007) di Sidney Lumet.
Per cinque volte fu candidato al Premio Oscar, senza mai vincerlo.
Morì a 82 anni a causa di un'infezione toracica. 

## Filmografia

### Attore

#### Cinema
- Gli sfasati (The Entertainer), regia di Tony Richardson (1960)
- Sabato sera, domenica mattina (Saturday Night and Sunday Morning), regia di Karel Reisz (1960)
- Tom Jones, regia di Tony Richardson (1963)
- I vincitori (The Victors), regia di Carl Foreman (1963)
- La doppia vita di Dan Craig (Night Must Fall), regia di Karel Reisz (1964)
- Due per la strada (Two for the Road), regia di Stanley Donen (1967)
- L'errore di vivere (Charlie Bubbles) (1967) - Regista
- The Picasso Summer, regia di Serge Bourguignon e Robert Sallin (1969)
- La più bella storia di Dickens (Scrooge), regia di Ronald Neame (1970)
- Sequestro pericoloso (Gumshoe), regia di Stephen Frears (1971)
- Alpha Beta, regia di Anthony Page (1973)
- Assassinio sull'Orient Express (Murder on the Orient Express), regia di Sidney Lumet (1974)
- Il fratello più furbo di Sherlock Holmes (The Adventure of Sherlock Holmes' Smarter Brother), regia di Gene Wilder (1975) - cameo
- I duellanti (The Duellists), regia di Ridley Scott (1977)
- Loophole, regia di John Quested (1981)
- Wolfen, la belva immortale (Wolfen), regia di Michael Wadleigh (1981)
- Troppo belle per vivere (Looker), regia di Michael Crichton (1981)
- Spara alla luna (Shoot the Moon), regia di Alan Parker (1982)
- Annie, regia di John Huston (1982)
- Il servo di scena (The Dresser), regia di Peter Yates (1983)
- Sotto il vulcano (Under the Volcano), regia di John Huston (1984)
- Un ostaggio di riguardo (Orphans), regia di Alan J. Pakula (1987)
- Crocevia della morte (Miller's Crossing), regia di Joel ed Ethan Coen (1990)
- Playboys - Donnaioli (The Playboys), regia di Gillies MacKinnon (1992)
- Cambiar vita (Rich in Love), regia di Bruce Beresford (1992)[3]
- I ricordi di Abbey (The Browning Version), regia di Mike Figgis (1994)
- Un uomo senza importanza (A Man of No Importance), regia di Suri Krishnamma (1994)
- Un sogno senza confini (The Run of the Country), regia di Peter Yates (1995)
- Washington Square - L'ereditiera (Washington Square), regia di Agnieszka Holland (1997)
- La colazione dei campioni (Breakfast of Champions), regia di Alan Rudolph (1999)
- Inganni pericolosi (Simpatico), regia di Matthew Warchus (1999)
- Erin Brockovich - Forte come la verità (Erin Brockovich), regia di Steven Soderbergh (2000)
- Traffic, regia di Steven Soderbergh (2000)
- Hemingway, the Hunter of Death, regia di Sergio Dow (2001)
- Guardo, ci penso e nasco (Delivering Milo), regia di Nick Castle (2001)
- Guerra imminente (The Gathering Storm), regia di Richard Loncraine (2002)
- Big Fish - Le storie di una vita incredibile (Big Fish), regia di Tim Burton (2003)
- Ocean's Twelve, regia di Steven Soderbergh (2004) - cameo non accreditato
- Un'ottima annata - A Good Year (A Good Year), regia di Ridley Scott (2006)
- Amazing Grace, regia di Michael Apted (2006)
- The Bourne Ultimatum - Il ritorno dello sciacallo (The Bourne Ultimatum), regia di Paul Greengrass (2007)
- Onora il padre e la madre (Before the Devil Knows You're Dead), regia di Sidney Lumet (2007)
- The Bourne Legacy, regia di Tony Gilroy (2012)
- Skyfall, regia di Sam Mendes (2012)

#### Televisione
- Papa Giovanni Paolo II (Pope John Paul II), regia di Herbert Wise – film TV (1984)
- The Biko Inquest, regista di Graham Evans e Albert Finney – film TV (1984)
- A Simple Man, regia di Gillian Lynne – film TV (1987)
- Gioco senza fine (The Endless Game), regia di Bryan Forbes – miniserie TV (1989)
- Verità nascoste (The Image), regia di Peter Werner – film TV (1990)
- The Wall: Live in Berlin, regia di Ken O'Neill e Roger Waters - documentario (1990)
- Nostromo (Joseph Conrad's Nostromo), regia di Alastair Red – miniserie TV (1996)
- A Rather English Marriage, regia di Paul Seed – film TV (1998)
- My Uncle Silas II, regia di Tom Clegg – miniserie TV (2003)

### Doppiatore
- La sposa cadavere (Corpse Bride), regia di Tim Burton e Mike Johnson (2005)

## Teatro
- Enrico V di William Shakespeare. Birmingham Repertory Theatre di Birmingham (1956)
- The Party di Jane Arden. New Theatre di Londra (1958)
- Coriolano di William Shakespeare. Royal Shakespeare Theatre di Stratford-upon-Avon (1959)
- Lutero di John Osborne. Royal Court Theatre di Londra (1961), Lunt-Fontanne Theatre di Broadway (1963)
- Black Comedy di Peter Shaffer. Old Vic di Londra (1965)
- Molto rumore per nulla di William Shakespeare. Old Vic di Londra (1965)
- La signorina Julie di August Strindberg. Old Vic di Londra (1965)
- La pulce nell'orecchio di Georges Feydeau. Old Vic di Londra (1966)
- A Day in the Death of Joe Egg di Peter Nicholls. Brooks Atkinson Theatre di Broadway (1968)
- Amleto di William Shakespeare. National Theatre di Londra (1976)
- Tamerlano il Grande di Christopher Marlowe. National Theatre di Londra (1976)
- Il giardino dei ciliegi di Anton Čechov. National Theatre di Londra (1978)
- Serjeant Musgrave's Dance di John Arden. Old Vic di Londra (1984)
- Orphans di Lyle Kessler. Apollo Theatre di (1986)
- Art di Yasmina Reza. Wyndham's Theatre di Londra (1996)

## Riconoscimenti
- Premio Oscar
  - 1964 – Candidatura per il miglior attore protagonista per Tom Jones
  - 1975 – Candidatura per il miglior attore protagonista per Assassinio sull'Orient Express
  - 1984 – Candidatura per il miglior attore protagonista per Il servo di scena
  - 1985 – Candidatura per il miglior attore protagonista per Sotto il vulcano
  - 2001 – Candidatura per il miglior attore non protagonista per Erin Brockovich - Forte come la verità

- Golden Globe
  - 1964 – Miglior attore debuttante per Tom Jones
  - 1964 – Candidatura per il miglior attore in un film commedia o musicale per Tom Jones
  - 1971 – Miglior attore in un film commedia o musicale per La più bella storia di Dickens
  - 1983 – Candidatura per il miglior attore in un film drammatico per Spara alla luna
  - 1984 – Candidatura per il miglior attore in un film drammatico per Il servo di scena
  - 1985 – Candidatura per il miglior attore in un film drammatico per Sotto il vulcano
  - 2001 – Candidatura per il miglior attore non protagonista per Erin Brockovich – Forte come la verità
  - 2003 – Miglior attore in una mini-serie o film per la televisione per Guerra imminente
  - 2004 – Candidatura per il miglior attore non protagonista per Big Fish – Le storie di una vita incredibile

- BAFTA
  - 1961 – Migliore attore debuttante per Sabato sera, domenica mattina
  - 1961 – Candidatura per il miglior attore protagonista per Sabato sera, domenica mattina
  - 1964 – Candidatura per il miglior attore britannico per Tom Jones
  - 1972 – Candidatura per il miglior attore protagonista per Sequestro pericoloso
  - 1975 – Candidatura per il miglior attore protagonista per Assassinio sull'Orient Express
  - 1983 – Candidatura per il miglior attore protagonista per Spara alla luna
  - 1985 – Candidatura per il miglior attore protagonista per Il servo di scena
  - 2001 – Academy Fellowship
  - 2001 – Candidatura per il miglior attore non protagonista per Erin Brockovich – Forte come la verità
  - 2004 – Candidatura per il miglior attore non protagonista per Big Fish – Le storie di una vita incredibile

- British Academy Television Award
  - 2003 – British Academy Television Award per il miglior attore per Guerra imminente (The Gatering Storm)

- Mostra internazionale d'arte cinematografica di Venezia
1963 – Coppa Volpi per la migliore interpretazione maschile per Tom Jones
- Festival internazionale del cinema di Berlino
1984 – Orso d'argento per il miglior attore per Il servo di scena
- London Critics Circle Film Awards
1985 – Miglior attore dell'anno per Sotto il vulcano
1999 – Premio Dilys Powell
2001 – Miglior attore non protagonista britannico dell'anno per Erin Brockovich – Forte come la verità
- National Board of Review
1961 – Miglior attore per Sabato sera, domenica mattina
- New York Film Critics Circle Awards
1963 – Miglior attore protagonista per Tom Jones
- Los Angeles Film Critics Association Awards
1984 – Miglior attore per Sotto il vulcano
- Boston Society of Film Critics Awards
1994 – Miglior attore per I ricordi di Abbey
- Evening Standard British Film Awards
1975 – Miglior attore per Assassinio sull'Orient Express
- Dallas-Fort Worth Film Critics Association Awards
2001 – Miglior attore non protagonista per Erin Brockovich – Forte come la verità
- Gotham Independent Film Awards
2007 – Miglior performance dell'intero cast per Onora il padre e la madre
- Festival internazionale del cinema di Mar del Plata
1961 – Astor d'argento al miglior attore per Sabato sera, domenica mattina
- Screen Actors Guild Award
2001 – Miglior attore non protagonista per Erin Brockovich – Forte come la verità
2001 – Miglior cast per Traffic

- Primetime Emmy Awards
  - 2002 - Migliore attore protagonista in una miniserie o film - Guerra imminente (The Gathering Storm)

## Doppiatori italiani
Nelle versioni in italiano dei suoi film, Albert Finney è stato doppiato da:
- Luciano De Ambrosis in Erin Brockovich - Forte come la verità, Traffic, Big Fish - Le storie di una vita incredibile, The Bourne Ultimatum - Il ritorno dello sciacallo, Onora il padre e la madre, The Bourne Legacy, Skyfall
- Sergio Tedesco in Gli sfasati, La doppia vita di Dan Craig, La più bella storia di Dickens, Spara alla luna
- Giuseppe Rinaldi in Tom Jones, Assassinio sull'Orient Express
- Michele Kalamera in Playboys, Un uomo senza importanza
- Dario Penne in I ricordi di Abbey, Ocean's Twelve
- Gianni Musy in Washington Square - L'ereditiera, La colazione dei campioni
- Bruno Alessandro in Guardo, ci penso e nasco, Un'ottima annata - A Good Year
- Renzo Palmer in Sabato sera, domenica mattina
- Cesare Barbetti in Due per la strada
- Mario Bardella in I duellanti
- Sergio Di Stefano in Troppo belle per vivere
- Gianni Marzocchi in Annie
- Sergio Fantoni in Il servo di scena
- Sergio Graziani in Sotto il vulcano
- Gigi Proietti in Un ostaggio di riguardo
- Paolo Ferrari in Crocevia della morte
- Giancarlo Giannini in Nostromo
- Sergio Fiorentini in Inganni pericolosi
- Pietro Biondi in Guerra imminente
- Franco Zucca in Amazing Grace

Da doppiatore fu sostituito da:
- Norman Mozzato ne La sposa cadavere